# بيرو في الألعاب الأولمبية
بيرو في الألعاب الأولمبية تقوم اللجنة الأولمبية البيروفية بالإشراف في شؤون مشاركة بيرو في الألعاب الأولمبية، شاركت بيرو أول مرة في الألعاب الأولمبية في دورة 1936 في برلين في ألمانيا، فازت البيرو حتى الآن في مشوارها في الألعاب الأولمبية الصيفية بمجموع 4 ميدالية فقط في الألعاب الأولمبية الصيفية منها 1 ميدالية ذهبية و3 فضية، وأكثر الرياضات التي تنافس فيها الرماية والمبارزة وكرة الطائرة.
في الألعاب الأولمبية الشتوية شاركت بيرو أول مرة في دورة 2010 في فانكوفر في كندا ولم تفز حتى الآن بأي ميدالية في الألعاب الشتوية.